# Мара Ковачевић
Мара Ковачевић (12. децембар 1975) је српска џудисткиња и учесница Олимпијских игара у Сиднеју.
На европском првенству 2001. године у Паризу освојила је бронзану медаљу, као и на Светском првенству 2003. године у Осаки.
На Медитеранским играма 1997. и 2001. освојила је бронзане медаље.
Олимпијски комитет Србије прогласио ју је најбољом спортисткињом за 2002. годину.
Квалификовала се за Олимпијске игре у Барселони 1992. године, али је такмичење морала да пропусти због повреде на турниру у Паризу годину дана пред игре. Учествовала је на Олимпијским играма осам година касније у Сиднеју.